# 여장 클럽
여장 클럽은 남성 크로스드레서(여장 남성)에게 특화되어 있는 클럽 시설이다. 외양은 일반 카페와 비슷하지만, 여장 도구(이들을 ‘업 도구’라 통칭한다.) 중 일부가 구비되어 있는 등 클럽을 이용하는 여장 남성들의 여장과 이들의 친목 다지기 등을 위한 인프라가 구축되어 있다.(등장 배경에 기인하여 개인 사물함이 설치되어 있기도 하다.) 또한, 인터넷의 여장 남성 모임에서도 정모 장소로 이용되기도 한다.

## 등장 배경
남성 크로스드레서들은 취미로 여장을 즐기지만, 사회적 통념상 대개 이러한 취미를 가진 사람들을 못마땅하게 여긴다는 고질적인 문제점이 존재한다. 또, 이 문제는 가정 불화로도 이어질 수가 있다. 그래서 여장 도구를 보관하기는 은밀함이 요구되기에 어려움이 많다. 게다가 이러한 특성 때문에 컴퓨터를 활용한 원격 통신이 발달하기 전에는 여장 동호인 사이의 교류가 거의 전무하다시피했다.
남성 크로스드레서들이 이러한 문제점으로부터 구애받지 않고 원활한 활동을 할 수 있게 하기 위해 등장한 것이 바로 여장 클럽이다.

## 국가별 현황

### 대한민국
2014년 대한민국에 4~5개 정도의 여장 클럽이 운영중인 것으로 알려져 있다.

### 일본
일본에서는 여장 클럽(女装クラブ)을 ‘여장 살롱’(女装サロン)라고도 부른다. 일본의 여장 클럽 개수는 대한민국보다 많다.